# Монахово ущелье
Монахово ущелье — ущелье в горах Заилийского Алатау, в ущелье Маралсай, на территории Алматинского заповедника.

## Описание
Для ознакомления с природой хребта Заилийского Алатау в Алматинском заповеднике есть несколько экологических троп. Ущелье сливается с ущельем Правый Талгар на высоте около 1400 м. Оно похоже на каньон с почти отвесными стенами из голых скал, склонов с нависающими елями, маленькой пещерой и водопадами. Река Монашка течёт по всему ущелью, вода в ней пригодна для питья и зимой, и летом. Тропинка идет вдоль речки, проходит по ущелью со скалистыми, крутыми склонами заросшими хвойным и лиственным лесом. Встречаются тянь-шанские ели, березы, сосны, осины, боярышник, барбарис, шиповник и т. д.
По ущелью совершаются туристические прогулки. Весь маршрут можно пройти примерно за час-полтора.

## Охрана и среда
За сохранность и охрану природного памятника несёт ответственность администрация Алматинского заповедника. Природный памятник имеет благоприятную акустическую среду (тишина, мелодичные звуки в природе). Рекомендуемые периоды посещений: апрель — октябрь.